# Bobtrail·lita
La bobtrail·lita és un mineral de la classe dels silicats. Rep el nom en honor de Robert ("Bob") James Traill (1921-2011) mineralogista i ex cap de la Secció de mineralogia al Geological Survey of Canada (1953–1980).

## Característiques
La bobtrail·lita és un silicat de fórmula química (Na,☐)₁₂(☐,Na)₁₂Sr₁₂Zr₁₄(Si₃O₉)₁₀[Si₂BO₇(OH)₂]₆(H₂O)₁₂. Va ser aprovada com a espècie vàlida per l'Associació Mineralògica Internacional l'any 2001. Cristal·litza en el sistema trigonal. La seva duresa a l'escala de Mohs és 5,5.
Segons la classificació de Nickel-Strunz, la bobtraillita pertany a «09.CA - Ciclosilicats, amb enllaços senzills de 3 [Si₃O9]6- (dreier-Einfachringe), sense anions complexos aïllats» juntament amb els següents minerals: bazirita, benitoïta, pabstita, wadeïta, calciocatapleiïta, catapleiïta, pseudowol·lastonita, margarosanita i walstromita.

## Formació i jaciments
Va ser descoberta a la pedrera Poudrette, situada al Mont Saint-Hilaire, a Montérégie (Québec, Canadà), sent aquest indret l'únic a tot el planeta on ha estat descrita aquesta espècie mineral.